# Lebak Parahiang
Lebak Parahiang is een bestuurslaag in het regentschap Lebak van de provincie Banten, Indonesië. Lebak Parahiang telt 2787 inwoners (volkstelling 2010).